# Buena Esperanza
Buena Esperanza oder B. Esperanza ist die Hauptstadt des Departamento Gobernador Dupuy in der Provinz San Luis im Westen Argentiniens.

## Wirtschaft
Anbau von Sonnenblumen.

## Feste
- Santa Rosa de Lima (30. August), Patronatsfest